# Diane Guerrero
Diane Guerrero (Passaic, Nueva Jersey; 21 de julio de 1986) es una actriz colomboestadunidense. Es conocida por su papel de Maritza Ramos en la serie de Netflix Orange Is the New Black y Lina en Jane the Virgin. Entre sus otros papeles tuvo un rol recurrente en Are We There Yet? y por último interpretó a Isabela Madrigal en Encanto en el idioma original que es el inglés. Guerrero creció en Boston y permaneció allí después de que el resto de su familia fue deportada a Colombia. Ella es defensora de una reforma migratoria. Su papel en Orange is the New Black le permitió ganar dos veces el Premio del Sindicato de Actores al mejor reparto de televisión en comedia.

## Primeros años
Guerrero nació en Nueva Jersey de padres colombianos y creció en Boston, Massachusetts. Sus padres y su hermano mayor fueron deportados a Colombia cuando ella tenía 14 años; sin embargo ella permaneció en los Estados Unidos al ser el único miembro de su familia de nacionalidad estadounidense (por haber nacido en el país). Sus padres habían buscado la ciudadanía legal, pero estuvieron representados de manera fraudulenta. La deportación ocurrió sin previo aviso. De este modo, Guerrero llegó un día a su casa y la encontró vacía. Mientras que Guerrero superó la pérdida de su red de apoyo familiar, su sobrina, quien también creció sin ese apoyo, tomó malas decisiones y cumplió condena en la cárcel.
Guerrero creció en los barrios Jamaica Plain y Roxbury de Boston después de haber sido acogida por otras familias colombianas. Se interesó en la actuación desde una temprana edad y aprovechó las oportunidades gratuitas en el barrio y en la escuela. Asistió a la Boston Arts Academy, una escuela secundaria de artes escénicas, en donde participó en el departamento de Música. Entre sus actividades de secundaria cantaba con un grupo de jazz, pero después optó por seguir las carreras de Ciencias Políticas y Comunicación en la universidad. En 2010, apareció en el video musical de «Faces» que fue grabado en Norwood, Massachusetts, para Louie Bello. Su primer trabajo después de la universidad fue en un despacho de abogados. A los 24 años, decidió seguir una carrera de actuación. En 2011 se mudó a Nueva York y estudió actuación en el Susan Batson Studios, donde conoció a su representante, Josh Taylor. La experiencia de vida de Guerrero la obligó a abogar por una reforma migratoria, además de influir como base en su actuación. También es embajadora del Immigrant Legal Resource Center, en el que realiza campañas en contra de las deportaciones y a favor de mantener conversaciones alejadas del odio y la intolerancia hacia los inmigrantes.

## Carrera
Tuvo una audición para un papel en Devious Maids, pero fue elegida para Orange is the New Black, serie en la cual interpretó a un personaje criado en el Bronx de nacionalidad colombiana. En la segunda temporada, fue parte del elenco que obtuvo el reconocimiento de mejor interpretación de un reparto en una serie de comedia  en la 21.a edición de los Premios del Sindicato de Actores. De nuevo, el elenco ganó el reconocimiento en la 22.a edición de los Premios del Sindicato de Actores.
En 2014, apareció en Emoticón ;), una comedia acerca de un romance entre una pareja de distintas edades en la que su padre está involucrado con una estudiante de doctorado. Su actuación en esta película como Amanda («Mandy») Nevins, una hija adolescente adoptada, suscitó críticas positivas, como la descripción de un "momento pequeño bien elaborado" que es "generado maravillosamente", según Frank Scheck, de The Hollywood Reporter, y una actuación que "despierta simpatía" según Inkoo Kang, de Los Angeles Times.
Luego actuó como una espía cubana del Ejército de los Estados Confederados a principios del siglo XIX, basado aproximadamente en la vida de Loreta Janeta Velazquez, para Peter and John. Interpretó un papel recurrente en la serie de The CW Jane the Virgin. En febrero de 2015, Guerrero es escogida como protagonista femenina en CBS para la comedia piloto Super Clyde, pero el espectáculo no fue tomado en cuenta por CBS cuando anunció su programación de otoño en mayo de ese año. Guerrero tiene papeles en las películas Happy Yummy Chicken, Beyond Control y The Godmother.
En 2016 Guerrero lanzó In the Country We Love: My Family Divided, un libro de memorias sobre la detención y deportación de sus padres a los catorce años. El libro fue escrito por Michelle Burford y publicado por Henry Holt and Company.
Desde 2019 interpreta Crazy Jane en la serie Doom Patrol, basada en el cómic de DC del mismo nombre.

## Filmografía

### Cine
| Año  | Título                            | Papel                  | Notas           |
| ---- | --------------------------------- | ---------------------- | --------------- |
| 2011 | Detour                            | Ángela                 | Cortometraje    |
| 2011 | Ashley/Amber                      | Ashley                 | Cortometraje    |
| 2011 | Festival                          | Iván Model 2           |                 |
| 2012 | Open Vacancy                      | Tatiana                |                 |
| 2012 | Saved by the Pole                 | Princesa               | Cortometraje    |
| 2014 | Emoticon ;)                       | Amanda Nevins          |                 |
| 2014 | My Man Is a Loser                 | Malea                  |                 |
| 2015 | Love Comes Later                  |                        | Cortometraje    |
| 2015 | Peter and John                    | Lucía                  |                 |
| 2016 | Happy Yummy Chicken               | Cheryl Davis           |                 |
| 2019 | Justice League vs. the Fatal Five | Jessica Cruz (voz)     | Direct-to-video |
| 2019 | Killerman                         | Lola                   |                 |
| 2020 | Blast Beat                        | Nelly Andres           |                 |
| 2021 | Encanto                           | Isabela Madrigal (voz) |                 |

### Televisión
| Año       | Título                   | Papel                   | Notas                                         |
| --------- | ------------------------ | ----------------------- | --------------------------------------------- |
| 2011      | Body of Proof            | Sara Gonzales           | Episodio: "Buried Secrets"                    |
| 2012      | Are We There Yet?        | Stacey                  | 1 episodio                                    |
| 2013–2019 | Orange Is the New Black  | Maritza Ramos           | Papel recurrente; 53 episodios                |
| 2013      | Pushing Dreams           | Lynette Melendez        |                                               |
| 2013      | Blue Bloods              | Carmen                  | Episodio: "This Way Out"                      |
| 2013      | Person of Interest       | Ashley                  | Episodio: "Liberty"                           |
| 2014      | Taxi Brooklyn            | Carmen Lopez            | Episodio 1.2                                  |
| 2014–2019 | Jane the Virgin          | Lina                    | Papel recurrente; 24 episodios                |
| 2015      | Super Clyde              | Maddy                   |                                               |
| 2017–2018 | Superior Donuts          | Sofia                   | Papel principal, temporada 2                  |
| 2019-2020 | Harvey Street Kids       | Juanita Tennasynn (voz) | 3 episodios                                   |
| 2018      | Elena of Avalor          | Vestia (voz)            | 6 episodios                                   |
| 2019-2023 | Doom Patrol              | Crazy Jane              | Papel principal; 24 episodios                 |
| 2020      | DC's Legends of Tomorrow | Crazy Jane              | Episodio: "Crisis on Infinite Earths, Part 5" |
| 2020      | The Eric Andre Show      | Ella misma              | Episodio: "Lizzo Up"                          |